# Джон Глостерский
Джон Гло́стерский (англ. John of Gloucester), также Джон Понтефра́ктский (англ. John of Pontefract; ок. 1468—ок. 1499) — незаконнорожденный сын короля Англии Ричарда III, родившийся, когда его отец был герцогом Глостерским. В марте 1485 года Джон был назначен на должность капитана Кале, которую занимал вплоть до смерти отца. Вероятно, он был арестован и казнён по приказу короля Генриха VII в 1499 году.

## Происхождение
Доподлинно неизвестны ни личность матери Джона, ни дата его рождения. Кэтрин, другой внебрачный ребёнок Ричарда III, вышла замуж за Уильяма Герберта в 1484 году; Джон был посвящён в рыцари в сентябре 1483 года в Йоркском соборе в ходе празднеств, посвящённых провозглашению принцем Уэльским единокровного брата Джона Эдуарда — единственного законного ребёнка Ричарда III, а в марте 1485 года он был назначен капитаном Кале; поэтому историки Дэвид Болдуин и Джон Эшдаун-Хилл считали, что и Кэтрин и Джон родились, когда сам Ричард III был ещё подростком. Историк Пол Мюррей Кендалл полагал, что после заключения брака с Анной Невилл, Ричард, которому на тот момент было около 20 лет, оставался верен жене.
Эшдаун-Хилл считал, что Джон, вероятно, был зачат во время первой самостоятельной поездки Ричарда в восточные графства летом 1467 года, совершённой по приглашению Джона Говарда, и что мальчик, родившийся в 1468 году, был назван в честь друга и сторонника Ричарда. Сам Ричард отмечал, что Джон был ещё несовершеннолетним (не достиг 21 года), когда ему был выдан королевский патент о назначении капитаном Кале 11 марта 1485; по мнению Эшдаун-Хилла патент мог быть выдан на 17 день рождения Джона.
В патенте о назначении на должность капитана Кале Джон упоминается как Джон, понтефрактский бастард (англ. John de Pountfreit Bastard), что даёт основания полагать, что бастард Ричарда родился именно в Понтефракте. Историк Майкл Хикс предположил, что матерью Джона могла быть Элис де Бург, которая стала получать ежегодную ренту в размере двадцати фунтов, когда Ричард побывал в Понтефракте 1 марта 1474 года; в документах о назначении выплат говорится, что рента была назначена из-за «некоторых особых причин и соображений». Также матерью Джона могла быть Кэтрин Хоут, которая была родственницей королевы Елизаветы Вудвилл; Розмари Хоррокс и другие историки предполагают, что Кэтрин была любовницей Ричарда и, возможно, матерью Кэтрин, внебрачной дочери Ричарда. Хоррокс отмечает, что Ричард предоставил Кэтрин Хоут ежегодную ренту в размере пяти фунтов в 1477 году. Тем не менее доподлинно неизвестно, были ли Кэтрин и Джон родными братом и сестрой.

## Назначение в Кале и дальнейшая жизнь
Известно, что Джон прибыл в Кале в ноябре 1484 года и был официально назначен капитаном Кале 11 марта 1485 года. В письме о назначении Ричард называет Джона «наш дорогой внебрачный сын». Патент о назначении давал Джону все необходимые полномочия, которые предусматривала его должность, за исключением права назначения офицеров, которое Джон смог получить только в 21 год; вместе с тем, ни в письме Ричарда, ни в патенте не говорится о том, как скоро Джон должен достичь совершеннолетия. Ордер о доставке одежды от 9 марта 1485 года был адресован «лорду-бастарду»; вероятно, имелся в виду именно Джон.
После того, как в битве при Босворте был убит Ричард III, новый король Генри Тюдор снял Джона с поста капитана Кале; дальнейшим преследованиям Джон подвергнут не был, кроме того, 1 марта 1486 года ему были назначены ежегодные выплаты в размере двадцати фунтов.
В своей исповеди Перкин Уорбек заявил, что когда в 1491 году он объявил себя Ричардом Шрусбери, 1-м герцогом Йоркским, «сын короля Ричарда III оказался в руках английского короля». В XVII веке Джордж Бак утверждал, что во время казни Уорбека и Эдуарда, графа Уорика, в Тауэре в 1499 году «туда был перевезён неблагородный сын короля Ричарда III и тайно содержался там задолго до ареста». Бак, который тем нем менее не называет Джона по имени, утверждает, что он был казнён, чтобы предотвратить его попадание в руки некоторых ирландцев, которые хотели видеть его своим предводителем или принцем. Однако никаких других данных ни о казни, ни о дальнейшей жизни Джона Глостерского нет.